# 서사적 논픽션
서사적 논픽션(敍事的―)은 사실에 입각하여 정확한 이야기를 만드는 문학적 방식과 기술을 사용하는 쓰기의 장르이다. 서사적 논픽션은 정확한 사실에 뿌리를 두고 있지만, 그 기술을 사용하여 쓰는 것만은 아니라는 점에서, 기술문 또는 저널리즘과 같은, 다른 논픽션과 대조된다. 장르로서, 서사적 논픽션은 여전히 상대적으로 오래되지 않았으며, 허구와 시에 주어진 것과 같은 중요한 분석을 철저히 조사하기 시작했을 뿐이다.
창조적 논픽션, 문학적 논픽션, 사실 기반 스토리텔링이라고도 한다.

## 같이 보기
- 다큐멘터리 영화
- 다큐픽션
- 에스노픽션
- 논픽션

## 참고 도서
Chronological order of publication (oldest first)
- Johnson, E. L.; Wolfe, (1975). 《The New Journalism》. London: Pan Books. ISBN 0-330-24315-2.
- Gutkind, Lee (1997). 《The Art of Creative Nonfiction: Writing and Selling the Literature of Reality》. New York: Wiley. ISBN 0-471-11356-5.
- Associated Writing Programs; Forche, Carolyn; Gerard, Philip (2001). 《Writing Creative Nonfiction: Instruction and Insights from Teachers of the Associated Writing Programs》. Cincinnati: Writer's Digest Books. ISBN 1-884910-50-5.
- Dillard, Annie; Gutkind, Lee (2005). 《In Fact: The Best of Creative Nonfiction》. New York: W.W. Norton & Co. ISBN 0-393-32665-9.
- Gutkind, Lee, ed. (2008). 《Keep It Real: Everything You Need to Know About Researching and Writing Creative Nonfiction》. New York: W.W. Norton & Co. ISBN 978-0-393-06561-9.

## 오디오/비디오 링크
- Audio CSPAN – Interview with Lee Gutkind gives a definition of the genre
- Audio CSPAN – Interview with Lee Gutkind gives examples of authors who write in the genre